# I Am The One...Nobody Else
Albums de Brigitte Nielsen
Every Body Tells a Story No More Turning Back
Singles
- My Girl (My Guy)
- How Could You Let Me Gomodifier

I Am The One...Nobody Else, est le second album de Brigitte Nielsen, sorti en 1992. Les chansons My Girl (My Guy)  et How Could You Let Me Go ont été rééditées en singles. La chanson Give Me a Chance a été intégrée en 1993 à l'album Out in the Past into the Future du groupe The Three Degrees.

## Liste des titres
| No  | Titre                                      | Auteur                                                    | Durée |
| --- | ------------------------------------------ | --------------------------------------------------------- | ----- |
| 1.  | My Girl (My Guy) (en duo avec Jesse James) | Ronald White, Smokey Robinson                             | 3:54  |
| 2.  | I've Got the Best Man                      | Christian De Walden, Ralf Stemmann, Brandy Jones          | 3:35  |
| 3.  | How Could You Let Me Go                    | Madelynn Von Ritz                                         | 3:24  |
| 4.  | Give Me a Chance                           | Christian De Walden, Ralf Stemmann, Brigitte Nielsen      | 3:37  |
| 5.  | If You Stay                                | Christian De Walden, Steve Singer, Brigitte Nielsen       | 3:50  |
| 6.  | On the Move                                | Lisa Raggio, Mark Anderson, Rod Terrell                   | 3:05  |
| 7.  | The Dream                                  | Christian De Walden, Ralf Stemmann, Lisa Catherine Cohen  | 3:40  |
| 8.  | The World Got in Between                   | Debra Anderson, Mark Anderson, David B., Brigitte Nielsen | 4:35  |
| 9.  | Nothing Ventured                           | Lisa Catherine Cohen, Massimiliano Di Carlo               | 4:25  |
| 10. | Who Told You                               | Lisa Nemzo                                                | 3:50  |
| 11. | Casanova Baby                              | Dario Farina, Margaret Harris                             | 4:08  |